# Giordania ai Giochi della XXVIII Olimpiade
La Giordania partecipò ai Giochi della XXVIII Olimpiade, svoltisi ad Atene, Grecia, dal 13 al 29 agosto 2004, con una delegazione di 8 atleti impegnati in cinque discipline.

## Delegazione
| Sport            | Uomini | Donne | Totale |
| ---------------- | ------ | ----- | ------ |
| Atletica leggera | 1      | 1     | 2      |
| Equitazione      | 1      | -     | 1      |
| Nuoto            | 1      | 1     | 2      |
| Tennistavolo     | -      | 1     | 1      |
| Taekwondo        | 1      | 1     | 2      |
| Totale           | 4      | 4     | 8      |

## Risultati

### Atletica leggera
| Q | Qualificato al turno successivo per la Classifica in qualificazione                                                          |
| q | Qualificato per il turno successivo per ripescaggio o, negli eventi su campo, conquistando la misura minima per qualificarsi |

Maschile
Eventi su pista e strada
| Atleta             | Evento      | Batteria  | Batteria   | Quarti di finale | Quarti di finale | Semifinale      | Semifinale      | Finale          | Finale          |
| Atleta             | Evento      | Risultato | Classifica | Risultato        | Classifica       | Risultato       | Classifica      | Risultato       | Classifica      |
| ------------------ | ----------- | --------- | ---------- | ---------------- | ---------------- | --------------- | --------------- | --------------- | --------------- |
| Khalil Al-Hanahneh | 100 m piani | 10"76     | 6º         | non qualificato  | non qualificato  | non qualificato | non qualificato | non qualificato | non qualificato |

Femminile
Eventi su pista e strada
| Atleta          | Evento      | Batteria  | Batteria   | Quarti di finale | Quarti di finale | Semifinale      | Semifinale      | Finale          | Finale          |
| Atleta          | Evento      | Risultato | Classifica | Risultato        | Classifica       | Risultato       | Classifica      | Risultato       | Classifica      |
| --------------- | ----------- | --------- | ---------- | ---------------- | ---------------- | --------------- | --------------- | --------------- | --------------- |
| Basma Al-Eshosh | 100 m piani | 12"09     | 5ª         | non qualificata  | non qualificata  | non qualificata | non qualificata | non qualificata | non qualificata |

### Equitazione
Salto ostacoli
| Atleta           | Cavallo | Evento                     | Qualificazioni | Qualificazioni | Qualificazioni | Qualificazioni | Qualificazioni | Qualificazioni | Qualificazioni | Qualificazioni | Finale          | Finale          | Finale          | Finale          | Finale          | Totale          | Totale          |
| Atleta           | Cavallo | Evento                     | Round 1        | Round 1        | Round 2        | Round 2        | Round 2        | Round 3        | Round 3        | Round 3        | Round A         | Round A         | Round B         | Round B         | Round B         | Totale          | Totale          |
| Atleta           | Cavallo | Evento                     | Penalità       | Classifica     | Penalità       | Totale         | Classifica     | Penalità       | Totale         | Classifica     | Penalità        | Classifica      | Penalità        | Totale          | Classifica      | Penalità        | Classifica      |
| ---------------- | ------- | -------------------------- | -------------- | -------------- | -------------- | -------------- | -------------- | -------------- | -------------- | -------------- | --------------- | --------------- | --------------- | --------------- | --------------- | --------------- | --------------- |
| Ibrahim Bisharat | Qwinto  | Salto ostacoli individuale | 13             | =63º           | 9              | 22             | 51º Q          | 20             | 42             | 55º            | non qualificato | non qualificato | non qualificato | non qualificato | non qualificato | non qualificato | non qualificato |

### Nuoto
Maschile
| Atleta         | Evento      | Batteria  | Batteria   | Semifinale      | Semifinale      | Finale          | Finale          |
| Atleta         | Evento      | Risultato | Classifica | Risultato       | Classifica      | Risultato       | Classifica      |
| -------------- | ----------- | --------- | ---------- | --------------- | --------------- | --------------- | --------------- |
| Omar Abu Fares | 100 m dorso | 1'02"36   | 44º        | non qualificato | non qualificato | non qualificato | non qualificato |

Femminile
| Atleta       | Evento            | Batteria  | Batteria   | Semifinale      | Semifinale      | Finale          | Finale          |
| Atleta       | Evento            | Risultato | Classifica | Risultato       | Classifica      | Risultato       | Classifica      |
| ------------ | ----------------- | --------- | ---------- | --------------- | --------------- | --------------- | --------------- |
| Samar Nassar | 50 m stile libero | 30"83     | 62ª        | non qualificata | non qualificata | non qualificata | non qualificata |

### Taekwondo
Maschile
| Atleta        | Evento | Ottavi               | Quarti               | Semifinali             | Ripescaggio 1        | Ripescaggio 2              | Finale / FB          | Pos. |
| Atleta        | Evento | Avversario Punteggio | Avversario Punteggio | Avversario Punteggio   | Avversario Punteggio | Avversario Punteggio       | Avversario Punteggio | Pos. |
| ------------- | ------ | -------------------- | -------------------- | ---------------------- | -------------------- | -------------------------- | -------------------- | ---- |
| Ibrahim Kamal | +80 kg | Asidah (DEN) V 9–6   | Nguyễn (VIE) V 9–7   | Nikolaidīs (GRE) P 3–6 | Bye                  | Sağyndyqov (KAZ) V 2–2 PTG | Gentil (FRA) P 2–6   | 4º   |

Femminile
| Atleta       | Evento | Ottavi               | Quarti               | Semifinali              | Ripescaggio 1        | Ripescaggio 2        | Finale / FB          | Pos. |
| Atleta       | Evento | Avversaria Punteggio | Avversaria Punteggio | Avversaria Punteggio    | Avversaria Punteggio | Avversaria Punteggio | Avversaria Punteggio | Pos. |
| ------------ | ------ | -------------------- | -------------------- | ----------------------- | -------------------- | -------------------- | -------------------- | ---- |
| Nadin Dawani | +67 kg | Dudu (NGR) V 12–9    | Vezmar (CRO) V 5–4   | Baverel (FRA) P 3–3 PTG | Bye                  | Carmona (VEN) P 8–11 | non qualificata      | 5ª   |

### Tennistavolo
Femminile
| Atleta       | Evento            | 1º turno             | 2º turno             | 3º turno             | 4º turno             | Quarti di finale     | Semifinali           | Finale / FB          | Finale / FB     |
| Atleta       | Evento            | Avversaria Risultato | Avversaria Risultato | Avversaria Risultato | Avversaria Risultato | Avversaria Risultato | Avversaria Risultato | Avversaria Risultato | Pos.            |
| ------------ | ----------------- | -------------------- | -------------------- | -------------------- | -------------------- | -------------------- | -------------------- | -------------------- | --------------- |
| Zeina Shaban | Singolo femminile | Medina (HON) V 4–3   | Zamfir (ROU) P 1–4   | non qualificata      | non qualificata      | non qualificata      | non qualificata      | non qualificata      | non qualificata |